# جیره میدانی

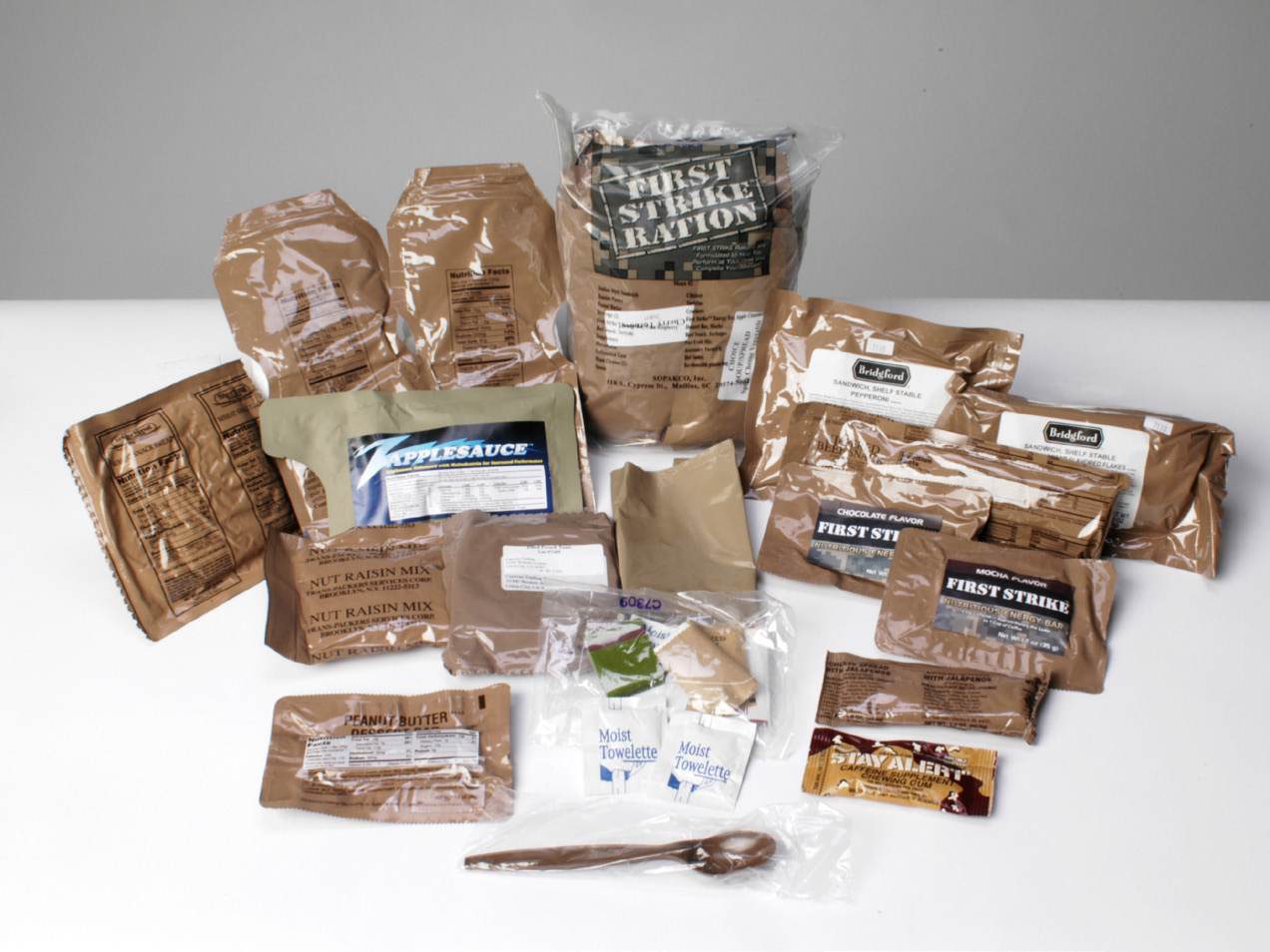
محتویات جیره حمله اولیه (First Strike)، جیره غذایی میدانی ارتش ایالات متحده برای وعده‌های غذایی پرانرژی در نبرد

جیره میدانی نوعی جیره نظامی پیش بسته‌بندی‌شده است که برای آماده‌سازی و مصرف آسان و سریع در میدان نبرد، در خط مقدم، یا در شرایطی که امکانات تهیه غذا در دسترس نیست، طراحی شده است. جیره‌های میدانی عمدتاً توسط نیروهای نظامی استفاده می‌شوند، اما گاه در چارچوب کمک‌های بشردوستانه و مدیریت بحران، در اختیار غیرنظامیان نیز قرار می‌گیرند. این جیره‌ها با جیره‌های پادگانی و تدارکات آشپزخانه صحرایی تفاوت دارند، زیرا آن‌ها برای مکان‌هایی طراحی شده‌اند که در آن‌ها امکان تهیه و طبخ وعده‌های غذایی کامل با ایمنی و سهولت نسبی وجود دارد، مانند مناطق پشتیبانی که در آن زنجیره تأمین منظم برقرار بوده و امکان تهیه غذای تازه وجود دارد.
جیره‌های میدانی از نظر هدف با دیگر انواع جیره‌ها و مواد غذایی ماندگار، مانند جیره اضطراری، جیره روزانه بشردوستانه و غذای مخصوص اردو و طبیعت‌گردی شباهت‌هایی دارند، اما طراحی و کاربری آن‌ها متمایز است.
نام‌هایی که برای جیره‌های میدانی استفاده می‌شود بسته به کشور و نوع جیره متفاوت است و شامل عناوینی مانند جیره رزمی، بسته جیره، جیره نبرد، جیره آهنی، بسته غذایی، بسته جیره عملیاتی یا وعده غذایی آماده مصرف (MRE) می‌شود. اصطلاح اخیر گرچه رایج اما غیررسمی است و به‌طور دقیق‌تر به نوع خاصی از جیره میدانی ایالات متحده اشاره دارد که طراحی و پیکربندی آن از اواخر قرن بیستم تاکنون به‌طور گسترده در سراسر جهان مورد استفاده قرار گرفته است.
جیره‌های میدانی به‌طور کلی به دو دسته تقسیم می‌شوند:
جیره انفرادی: برای تأمین نیازهای تغذیه‌ای یک سرباز طراحی شده‌اند.
جیره گروهی: برای تأمین نیاز چند سرباز، از یک تیم کوچک رزمی تا یک گروهان، طراحی شده‌اند.

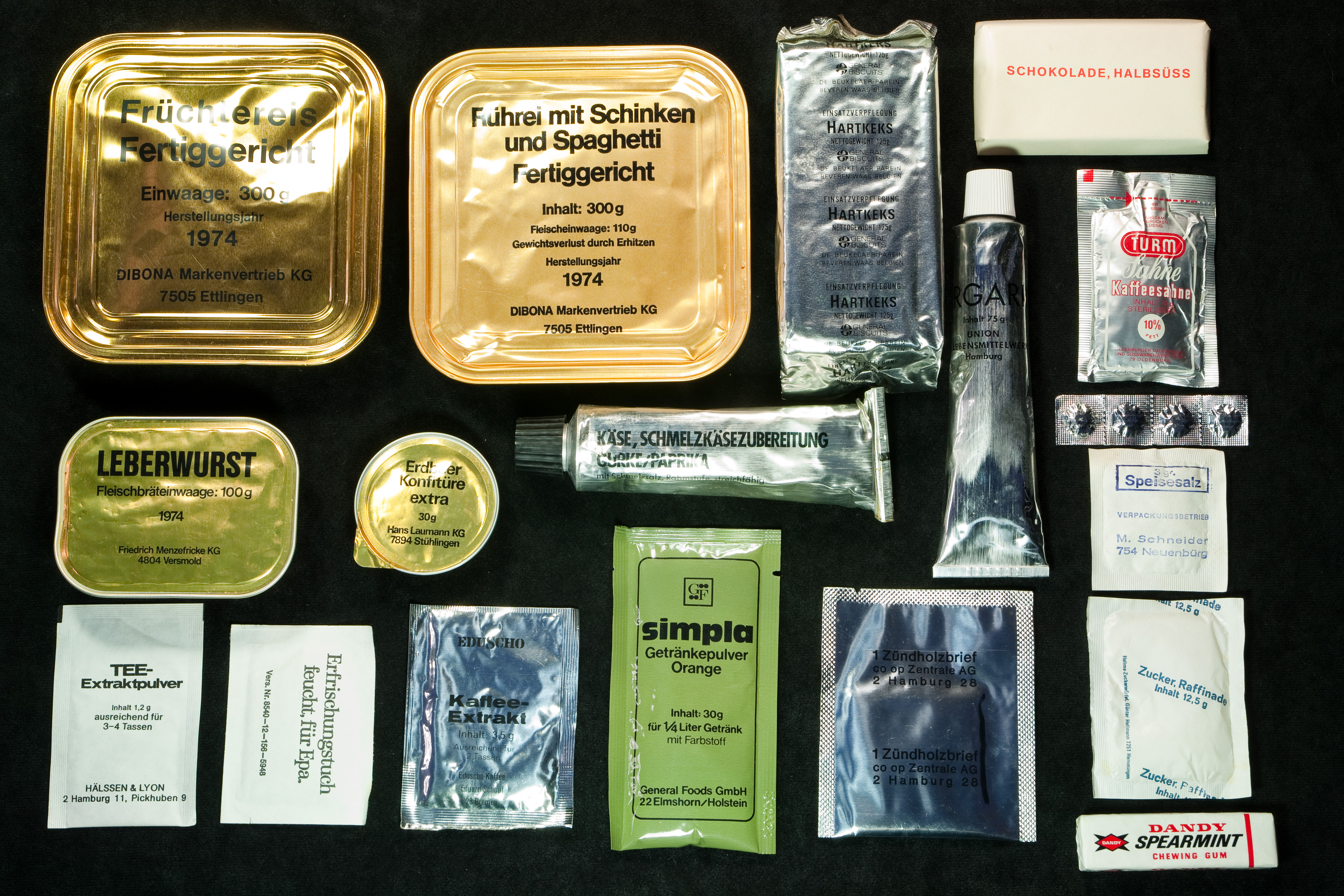
محتویات یک جیره غذایی میدانی ارتش آلمان در سال ۱۹۷۴

## محتویات
یک جیره میدانی معمولاً شامل موارد زیر است:
- یک entrée یا خوراک اصلی که معمولاً شامل غذاهای کامل از پیش‌پخته‌شده و ماندگار است؛ این وعده‌ها می‌توانند شامل گوشت، سبزیجات، حبوبات، غلات، برنج یا دیگر مواد غذایی اصلی باشند. سوپ یا آبگوشت خشک‌شده نیز ممکن است ارائه شود که اغلب به‌صورت قرص عصاره است.
- پیش‌غذا یا مخلفات مانند، بیسکویت، پخشینه مانند پنیر، کره بادام زمینی، مربا یا ژله، شکلات صبحانه یا پاته؛ همچنین ترشیجات و سالادهای قابل نگهداری مانند سالاد سیب‌زمینی، سالاد تن یا سالاد میوه نیز ممکن است گنجانده شده باشند.
- دسر یا تنقلات مانند آب‌نبات، شکلات، میوه خشک، آجیل، کوکی، کیک، یا شیرینی.
- پودر نوشیدنی شامل آبمیوه، شیر خشک، قهوه فوری، چای فوری، شکلات داغ، نوشابه انرژی‌زا، نوشیدنی پروتئینی یا نوشابه.
- مکمل‌ها مانند چاشنی، آدامس، مکمل‌های غذایی طبیعی، و قرص تصفیه آب.
- ظروف غذاخوری شامل کیت غذاخوری میدانی و ابزار غذاخوری که معمولاً یک وسیلهٔ چندکاره مانند قاشق، قاش‌چنگ، یا چوب غذاخوری می‌باشد.
- اقلام اضافی برای استفاده شخصی پرسنل ماننددستمال کاغذی، کاغذ توالت، کبریت، سیگار (در گذشته)، و سوخت جامد.

جیره‌های میدانی ممکن است شامل چندین وعده برای صبحانه، ناهار، شام یا وعده شبانه باشند. نسخه‌های گیاه‌خواری، وگان و مطابق با رژیم غذایی مذهبی نیز در صورت نیاز قابل دسترس هستند. همچنین انواع تخصصی جیره‌ها برای شرایط مختلف مانند جنگ در هوای سرد، جنگ کوهستانی، جنگ جنگل، جنگ در صحرا، گشت شناسایی، یا برای خدمه خودروهای نظامی طراحی شده‌اند.